# Panzerschlacht (Spiel, 1975)
Panzerschlacht (im amerikanischen Original Tank Battle) ist ein Strategiespiel für zwei Personen von MB-Spiele aus dem Jahr 1975, dessen Ziel es ist, alle gegnerischen Panzer zu besiegen.

## Spielbeschreibung
Panzerschlacht wird auf einem Spielplan mit 10×10 gleichwertigen Spielfeldern gespielt. Das Spielmaterial besteht aus kleinen anschaulichen Plastik-Modellen. Jede Partei erhält zu Beginn des Spiels als Spielsteine je 6 Panzer, 5 Panzerabwehrgeschütze, ein Hauptquartier, ein Munitionsdepot und ein Treibstoffdepot. Daneben erhalten beide Parteien jeweils 6 Fähnchen und ein Schuss-Planungs-Raster.
Ziel des Spiels ist es, die gegnerischen Panzer vollständig zu schlagen. Hierzu werden zunächst alle Spielsteine in der eigenen Spielfeldhälfte aufgestellt. Die Panzer erhalten zudem eine für die gegnerische Partei unsichtbare Stärke zwischen 1 und 6. Im Folgenden werden die Panzer abwechselnd nach bestimmten Regeln in Richtung des gegnerischen Spielfelds gezogen, während die andere Partei versucht, die Panzer durch Beschuss aufzuhalten. Hierzu gibt es mehrere Möglichkeiten: Vor dem Zug darf der passive Spieler im Verborgenen eine bestimmte Anzahl an Feldern in seinem Schuss-Planungs-Raster markieren. Zieht der aktive Spieler auf eines dieser Felder, ist der Panzer getroffen und wird aus dem Spiel genommen. Stehen am Ende des Zuges gegnerische Panzer direkt nebeneinander, wird der Panzer mit der niedrigeren Stärke geschlagen. Kommt ein Panzer neben einem gegnerischen Panzerabwehrgeschütz zum Stehen, wird mittels Würfelwurf entschieden, welche der beiden Einheiten geschlagen ist.
Es gibt zudem eine Reihe von besonderen Regeln:
- Wird das eigene Treibstoffdepot geschlagen, ist die Bewegungsreichweite der verbliebenen Panzer eingeschränkt.
- Wird das eigene Munitionsdepot geschlagen, ist die Anzahl möglicher Schüsse pro Zug eingeschränkt.
- Erreichen Panzer den gegenüberliegenden Spielfeldrand, erhalten sie eine Fahne und dürfen fortan auch rückwärts ziehen.

Als optionale Regel gibt es die Möglichkeit, vor dem Spiel zwei verborgene Minenfelder in der eigenen Spielfeldhälfte festzulegen, die einen gegnerischen Panzer sofort schlagen, wenn er darauf zum Stehen kommt.

## Einflüsse und Bewertung
In Panzerschlacht werden Spielmechanismen aus verschiedenen klassischen Spielen vermischt. So erinnert der Beschuss der gegnerischen Spielsteine an das Spiel Schiffe versenken. Das Schlagen der Panzer untereinander anhand einer dem Gegner verborgenen Spielstärke, ist wiederum dem Spiel Stratego entliehen. Die Besonderheit, dass Spielsteine zu einer mächtigeren Spielfigur werden und erst rückwärts ziehen dürfen, wenn sie den gegenüberliegenden Spielfeldrand erreicht haben, ist dem Spiel Dame ähnlich.
Panzerschlacht wird weithin entweder als Variante von Stratego oder Schiffe versenken wahrgenommen. Die Mischung der einfachen Spielregeln und das plastische Spielmaterial sprechen vor allem Kinder und Gelegenheitsspieler an. Die nicht optimal aufeinander abgestimmten Spielmechanismen führen bei erfahrenen Spielern jedoch zu weniger Interesse. Das Spiel wurde von MB-Spiele in den USA im Jahr 2003 unter dem Namen Mission Command Land neu aufgelegt.